# Liste der Abgeordneten im Mährischen Landtag 1867–1873
Diese Liste nennt die Abgeordneten zum Mährischen Landtag in der zweiten Wahlperiode 1867–1873.

## Landesausschuss
| Funktion                       | Abgeordneter                         | Anmerkung    |
| ------------------------------ | ------------------------------------ | ------------ |
| Landeshauptmann                | Emanuel Graf Dubský von Třebomyslice | Gutsbesitzer |
| Landeshauptmann-Stellvertreter | August Wenzliezke                    | Advokat      |
| Beisitzer                      | Graf Heinrich Belrupt                |              |
| Beisitzer                      | Johann Ritter von Chlumecky          |              |
| Beisitzer                      | Alois Pražák                         | Advokat      |
| Beisitzer                      | Carl van der Strass                  | Advokat      |
| Beisitzer                      | August Wenzliezke                    | Advokat      |

## Landtag
| Kurie                      | Wahlkreis                       | Abgeordneter                                | Anmerkung                                        |
| -------------------------- | ------------------------------- | ------------------------------------------- | ------------------------------------------------ |
| Virilstimme                | 0                               | Friedrich Landgraf von Fürstenberg          | Fürst-Erzbischof von Olmütz                      |
| Virilstimme                | 0                               | Anton Schaafgotsche                         | Bischof von Brünn                                |
| Großgrundbesitz            | Fideikommissbesitzer            | Fürst Hugo Salm zu Reifferscheidt-Krautheim | Geheimrat                                        |
| Großgrundbesitz            | Fideikommissbesitzer            | Graf Egbert Belcredi                        | Gutsbesitzer                                     |
| Großgrundbesitz            | Fideikommissbesitzer            | Graf Albert von Kaunitz                     | Gutsbesitzer                                     |
| Großgrundbesitz            | Fideikommissbesitzer            | Graf Josef von Seilern-Aspang               | Gutsbesitzer                                     |
| Großgrundbesitz            | Fideikommissbesitzer            | Graf Alois Serényi                          |                                                  |
| Großgrundbesitz            | Übrige                          | Graf Alphons Mensdorff-Pouilly              | Gutsbesitzer                                     |
| Großgrundbesitz            | Übrige                          | Graf Wladimir Mittrowský                    | Gutsbesitzer                                     |
| Großgrundbesitz            | Übrige                          | Freiherr Ernst von Loudon                   | Gutsbesitzer                                     |
| Großgrundbesitz            | Übrige                          | Freiherr Adalbert von Widmann               | Gutsbesitzer                                     |
| Großgrundbesitz            | Übrige                          | Graf Gustav Belrupt                         | Domherr in Olmütz                                |
| Großgrundbesitz            | Übrige                          | Freiherr Kuno von Honrichs                  | Gutsbesitzer                                     |
| Großgrundbesitz            | Übrige                          | Graf Adolph Dubský                          | Gutsbesitzer                                     |
| Großgrundbesitz            | Übrige                          | Freiherr Michael von Forgatsch              | Gutsbesitzer                                     |
| Großgrundbesitz            | Übrige                          | Franz von Hopfen                            | Gutsbesitzer                                     |
| Großgrundbesitz            | Übrige                          | Albert Klein Edler von Wiesenberg           | Gutsbesitzer                                     |
| Großgrundbesitz            | Übrige                          | Freiherr Max Kübeck                         | Gutsbesitzer                                     |
| Großgrundbesitz            | Übrige                          | Freiherr Otto von Skrbensky                 |                                                  |
| Großgrundbesitz            | Übrige                          | Emil von Tersch                             | Gutsbesitzer                                     |
| Großgrundbesitz            | Übrige                          | Joseph von Teuber                           | Fabrikant                                        |
| Großgrundbesitz            | Übrige                          | Freiherr Ludwig von Türkheim                |                                                  |
| Großgrundbesitz            | Übrige                          | Eduard Ulrich                               | Advokat                                          |
| Großgrundbesitz            | Übrige                          | Freiherr Joseph Eichoff                     | Geheimrat                                        |
| Großgrundbesitz            | Übrige                          | Graf Friedrich Stockau                      | Gutsbesitzer                                     |
| Großgrundbesitz            | Übrige                          | Johann Ritter von Chlumecky                 | Gutsbesitzer                                     |
| Großgrundbesitz            | Übrige                          | Graf Rudolf Wrbna                           | Gutsbesitzer                                     |
| Großgrundbesitz            | Übrige                          | Freiherr Franz Klein                        |                                                  |
| Großgrundbesitz            | Übrige                          | Adam Ritter von Mohrweiser                  | Gutsbesitzer                                     |
| Landeshauptstadt Brünn     | 0                               | Joseph Kafka                                | Eisenhändler in Brünn                            |
| Landeshauptstadt Brünn     | 0                               | Carl Giskra                                 | Minister des Inneren                             |
| Landeshauptstadt Brünn     | 0                               | August Wenzliezke                           | Advokat in Brünn, Landeshauptmann-Stellvertreter |
| Landeshauptstadt Brünn     | 0                               | Theodor Bochner                             | Fabrikant in Brünn                               |
| Handels- und Gewerbekammer | Brünn                           | Alfred Skene                                | Kammervizepräsident in Brünn                     |
| Handels- und Gewerbekammer | Brünn                           | Julius Gomperz                              | Fabrikbesitzer und Großhändler in Brünn          |
| Handels- und Gewerbekammer | Brünn                           | Carl Turetschek                             | Fabrikant in Brünn                               |
| Handels- und Gewerbekammer | Olmütz                          | Anton Schmidt                               | Papierfabrikant in Groß-Ullersdorf               |
| Handels- und Gewerbekammer | Olmütz                          | Eduard Böhm                                 | Sekretär der Handels- und Gewerbekammer Olmütz   |
| Städte und Industrial-Orte | 1. Olmütz                       | Franz Mandelblüh                            | Advokat in Olmütz                                |
| Städte und Industrial-Orte | 2. Iglau                        | Eduard Sturm                                | Advokat in Brünn                                 |
| Städte und Industrial-Orte | 3. Kremsier                     | Emanuel Proskowetz                          | Fabrikant in Kwassitz                            |
| Städte und Industrial-Orte | 4. Nikolsburg                   | Johann Lahner                               | Bürgermeister und Postmeister in Nikolsburg      |
| Städte und Industrial-Orte | 5. Prossnitz mit Deutsch-Brodek | Johann Zajiczek                             | Bürgermeister in Prossnitz                       |
| Städte und Industrial-Orte | 6. Sternberg                    | Balthasar Ritter von Szábel                 | Großhändler in Olmütz                            |
| Städte und Industrial-Orte | 7. Znaim                        | Michael Grübler                             | Kaufmann in Znaim                                |
| Städte und Industrial-Orte | 8. Trübau                       | Franz Steinbrecher                          | Bürgermeister in Trübau                          |
| Städte und Industrial-Orte | 9. Auspitz                      | Johann von Tomanek                          | Postmeister und Kaufmann in Göding               |
| Städte und Industrial-Orte | 10. Boskowitz                   | Carl Frendl                                 | Notar in Brünn                                   |
| Städte und Industrial-Orte | 11. Gaya                        | Joseph Krejč                                | Advokat in Gaya                                  |
| Städte und Industrial-Orte | 12. Ungarisch-Hradisch          | Robert Aulich                               | Hausbesitzer in Hradisch                         |
| Städte und Industrial-Orte | 13. Holleschau                  | Freiherr Ludwig Horecky                     | Dechant und Pfarrer in Holleschau                |
| Städte und Industrial-Orte | 14. Ungarisch-Brod              | unbesetzt                                   |                                                  |
| Städte und Industrial-Orte | 15. Trebisch                    | Carl Křiž                                   | Adv. Concipient in Trebisch                      |
| Städte und Industrial-Orte | 16. Datschitz                   | Ferdinand Heidler                           | Bürgermeister in Jamnitz                         |
| Städte und Industrial-Orte | 17. Neustadtl                   | Vincenz Brandl                              | Landes-Archivar in Brünn                         |
| Städte und Industrial-Orte | 18. Neutitschein                | Carl van der Strass                         | Advokat in Brünn                                 |
| Städte und Industrial-Orte | 19. Freiberg                    | Johann Raschka                              | Fabrikant in Freiberg                            |
| Städte und Industrial-Orte | 20. Mährisch-Ostrau             | Hermann Zwierzina                           | Kohlewerksbesitzer in Mährisch-Ostrau            |
| Städte und Industrial-Orte | 21. Weisskirchen                | August Weeber                               | Advokat in Weisskirchen                          |
| Städte und Industrial-Orte | 22. Mährisch-Neustadt           | Moriz Ilek                                  | Advokat in Brünn                                 |
| Städte und Industrial-Orte | 23. Prerau                      | Ignatz Wurm                                 | Domvikar in Brünn                                |
| Städte und Industrial-Orte | 24. Schönberg                   | Ferdinand Schneider                         | Bürgermeister in Schönberg                       |
| Städte und Industrial-Orte | 25. Hof                         | Max Machanek                                | Fabrikant in Olmütz                              |
| Städte und Industrial-Orte | 26. Müglitz                     | Bruno Steinbrecher                          | Advokat in Schönberg                             |
| Städte und Industrial-Orte | 27. Kromau                      | Julius Rittler                              | Bergwerksdirektor in Rossitz                     |
| Landgemeinden              | 1. Brünn                        | Franz Mathon                                | Direktor der Unter-Realschule in Alt-Brünn       |
| Landgemeinden              | 1. Brünn                        | Florian Zednik                              | Zivil-Ingenieur in Brünn                         |
| Landgemeinden              | 2. Trübau                       | Franz Victorin                              | Gemeindevorsteher in Putzendorf                  |
| Landgemeinden              | 3. Boskowitz                    | Alois Pražák                                | Advokat in Brünn                                 |
| Landgemeinden              | 4. Wischau                      | Alois Kleweta                               | Gemeindevorsteher und Mühlenbesitzer in Děditz   |
| Landgemeinden              | 5. Auspitz                      | Joseph Wurm                                 | Gasthausbesitzer in Klobauk                      |
| Landgemeinden              | 5. Auspitz                      | Eduard Kornyšl                              | Grundbesitzer in Rakwitz                         |
| Landgemeinden              | 6. Gaya                         | Franz Weber                                 | Pfarrer in Milotitz                              |
| Landgemeinden              | 7. Ungarisch-Hradisch           | Josef Ganzwohl                              | Notar in Hradisch                                |
| Landgemeinden              | 8. Kremsier                     | Johann Kozánek                              | Advokat in Kremsier                              |
| Landgemeinden              | 8. Kremsier                     | unbesetzt                                   |                                                  |
| Landgemeinden              | 9. Holleschau                   | Franz Skopalik                              | Grundbesitzer in Zahlenitz                       |
| Landgemeinden              | 10. Ungarisch-Brod              | Johann Berger                               | Pfarrer in Poslowitz                             |
| Landgemeinden              | 11. Iglau                       | Anton Meznik                                | Dr. jur., Advokat in Prag                        |
| Landgemeinden              | 11. Iglau                       | Anton Vaněk                                 | Grundbesitzer in Bliskau                         |
| Landgemeinden              | 12. Datschitz                   | Johann Helcelet                             | Prof. in Brünn                                   |
| Landgemeinden              | 13. Neustadtl                   | Anton Straka                                | Handelsmann in Unter-Bobrau                      |
| Landgemeinden              | 14. Neutitschein                | Wenzel Kudielka                             | Bürgermeister in Groß-Peterswald                 |
| Landgemeinden              | 15. Weisskirchen                | Johannes Schindler                          | Grundbesitzer in Czernotin                       |
| Landgemeinden              | 16. Mistek                      | Dr. Rudolph Kallus                          | Arzt in Frankstadt                               |
| Landgemeinden              | 17. Wallachisch-Meseritsch      | Michael Juraida                             | Bürgermeister in Rožnau                          |
| Landgemeinden              | 18. Olmütz                      | Johann Demel                                | Realschullehrer in Olmütz                        |
| Landgemeinden              | 18. Olmütz                      | Ignatz Vrba                                 | Caplan in Kralitz                                |
| Landgemeinden              | 19. Sternberg                   | Johann Lichtblau                            | Freihofbesitzer in Bärn                          |
| Landgemeinden              | 20. Schönberg                   | Anton Ryger                                 | Advokat in Holleschau                            |
| Landgemeinden              | 21. Hohenstadt                  | Huberth Lubich                              | Erbgerichtsbesitzer in Friess                    |
| Landgemeinden              | 22. Littau                      | Jakob Nedopil                               | Sina’scher Zentraldirektor in Wien               |
| Landgemeinden              | 23. Znaim                       | Johann Fux                                  | Stadtsekretär in Znaim                           |
| Landgemeinden              | 24. Kromau                      | Freiherr Adolph von Poche                   | Statthalter von Mähren                           |
| Landgemeinden              | 25. Nikolsburg                  | Gtanz Esinger                               | Bürgermeister in Pardorf                         |
| Landgemeinden              | 26. Mährische Enklaven          | Innocenz Zaillner                           | Advokat in Prossnitz                             |